# Ligny-sur-Canche

Ligny-sur-Canche este o comună în departamentul Pas-de-Calais, Franța. În 1 ianuarie 2022 avea o populație de 188 de locuitori.